# Christopher Hitchens
Christopher Eric Hitchens (født 13. april 1949 i Portsmouth, England, død 15. december 2011 i Houston) var engelsk-amerikansk journalist, forfatter, litteraturkritiker og ivrig samfundsdebattør. Han var contributing editor til Vanity Fair og desuden regelmæssig skribent på andre tidsskrifter som eksempelvis The Nation, The Atlantic, Slate og Newsweek.
Han var bosiddende i Washington D.C. og blev amerikansk statsborger den 13. april 2007 ved en ceremoni ved Jefferson Memorial. Valget af såvel stedet som datoen for aflæggelse af troskabsed havde en vis symbolsk betydning, idet Hitchens har skrevet en biografi om Thomas Jefferson (se bibliografi) og de begge har fødselsdag den 13. april.
På det seneste havde Hitchens – i lighed med bl.a. Richard Dawkins, Sam Harris og Daniel Dennett – markeret sig som stærk modstander af religion og lige så stærk tilhænger af oplysningstidens idealer om sekularisme og fornuftsbaseret videnskab. Udover i foredrag og debatter kom dette til udtryk i hans bestseller God Is Not Great: How Religion Poisons Everything (2007), som på dansk er udkommet som gud er ikke stor: hvordan religion forpester alt (Gyldendal, 2007). Med et glimt i øjet definerede han sig selv som "anti-teist" og argumenterede for at religion er den største trussel mod menneskets eksistens og civilisation i det 21. århundrede. Med stor iver og polemisk talent hudflettede han religion og religiøse personer og udstillede hykleri og dobbeltmoral med bidende ironi (eksempelvis har han – med en let omskrivning af den amerikanske "no child left behind" lov fra 2001 – foreslået "no child's behind left" som nyt slogan for den katolske kirke).
Under Muhammed-krisen i 2006 forsvarede Hitchens Jyllands-Posten med henvisning til ytringsfriheden. I lighed med dødstruslerne mod bl.a. Salman Rushdie og Ayaan Hirsi Ali så han sagen om Muhammed-tegningerne som et typisk eksempel på det tiltagende pres på frihedsrettighederne fra religiøs intolerance og religionens til stadighed mere højlydte krav om respekt og underkastelse.
I maj 2007 skabte han furore i visse kredse i USA, ved blandt andet på CNN at rette en sønderlemmende kritik mod den da netop afdøde prædikant og evangelist Jerry Falwell. Udover at kalde Falwell en bedrager beskyldte Hitchens ham for at have forårsaget stor skade i forholdet mellem USA og Israel – og i Mellemøsten generelt – ved at have støttet de mest ekstremistiske jødiske bosættere på Vestbredden. Ved samme lejlighed udtalte Hitchens at "hvis man havde givet Falwell et lavement, kunne man have begravet ham i en tændstikæske".
Under den amerikanske valgkamp i 2008 valgte Hitchens at støtte Barack Obama, på trods af at han i marts 2008 var stærkt kritisk over dennes tilknytning til "svovlprædikanten" Jeremiah Wright og på trods af at Hitchens ved valget i 2004 havde udtrykt moderat opbakning til George W. Bush. I en artikel fra oktober 2008 (i Slate) begrundede han sit valg med, at John McCain "lider af en stadig mere tydelig og pinlig deroute, både mentalt og fysisk" samt at hans vicepræsidentkandidat, Sarah Palin, har været "en skændsel".
Hitchens var en stor beundrer af George Orwell, Thomas Paine, Thomas Jefferson og Baruch de Spinoza. Desuden var han kendt for sin meget kritiske holdning til moder Teresa, Henry Kissinger og Bill Clinton.
Hans erindringer Hitch-22: A Memoir, blev udgivet i juni 2010. Hans promovering af bogen blev afkortet da han skulle i behandling for spiserørskræft.